# Бегунац
Бегунац је југословенски филм и словеначки филм снимљен 1973. године. Режирао га је Јане Кавчич по сценарију Марјана Рожанца.